# حسن زاهر
حسن زاهر المغني (7 يناير 1985) لاعب كرة قدم عماني يلعب حاليا لصالح نادي نادي صلالة الرياضي العماني في مركز المهاجم من 2012.